# Condat (Cantal)
Condat település Franciaországban, Cantal megyében. Lakosainak száma 950 fő (2022. január 1.). Condat Chanterelle, Lugarde, Marcenat, Montboudif, Montgreleix, Saint-Amandin és Égliseneuve-d’Entraigues községekkel határos.

## Népesség
A település népességének változása:
| Lakosok száma | 1592 | 1438 | 1262 | 1025 | 1022 | 1017 | 995  | 989  | 985  | 950  |
|               | 1968 | 1982 | 1990 | 2006 | 2013 | 2015 | 2017 | 2019 | 2020 | 2022 |